# Vandasia
Vandasia är ett släkte av svampar. Vandasia ingår i ordningen Phallales, klassen Agaricomycetes, divisionen basidiesvampar och riket svampar.
|          | Phallaceae                       |
|          |                                  |
|          | Claustulaceae                    |
|          |                                  |
|          | Saprogaster                      |
|          |                                  |
| Vandasia | \| \| Vandasia rosea \| \| \| \| |
|          | \| \| Vandasia rosea \| \| \| \| |
|          | Vandasia rosea                   |
|          |                                  |

|  | Vandasia rosea |
|  |                |